# Atlantis I
Aparatul de respirat sub apă autonom, cu circuit semiînchis Atlantis I fabricat de firma Dräger AG, este primul aparat recirculator autonom de respirat sub apă destinat scufundărilor cu caracter sportiv. S-au produs aproape 3000 de unități, fiind apoi înlocuit cu două versiuni mai performante, aparatele Dräger Dolphin și Dräger Ray.
Atlantis I este un aparat recirculator care utilizează amestec respirator supraoxigenat prefabricat, în special Nitrox.
Versiunea standard a aparatului care cântărește 15 kg pe uscat și flotabilitate nulă în apă, este prevăzută cu o butelie având volumul interior de 4 l ce poate fi încărcată la o presiune maximă de 200 bar (sc.man.). Aparatul este conceput astfel încât să garanteze o durată a scufundării de 110 minute la adâncimea de 20 m.
Este posibilă și utilizarea unor butelii cu volume interioare mai mari.
Conținutul buteliei cu amestec respirator este suficient pentru efectuarea unei scufundări cu o durată de 40 min. la adâncimea de 45 m.
Cu aparatul Atlantis I, se pot efectua scufundări cu amestec azot-oxigen (Nitrox) în proporție de 40% oxigen și 60% azot.